# 坪井清足
坪井 清足（つぼい きよたり、1921年〈大正10年〉11月26日 - 2016年〈平成28年〉5月7日）は、日本の考古学者。勲三等旭日中綬章、文化功労者。
奈良国立文化財研究所所長、元興寺文化財研究所所長。奈良国立文化財研究所では、事前の発掘調査の義務付け、発掘調査費用の原因者負担の原則の確立など、埋蔵文化財行政の枠組み構築に努めた。

## 来歴
1921年（大正10年）11月26日、大阪府大阪市に生まれた。父親は在野の考古学者である坪井良平であり、日立造船に勤務しながら梵鐘の研究などを行っていた。父親の勤務先の関係で東京市牛込区で育った。1934年（昭和9年）4月、父の母校でもある大阪大倉商業学校に入学した。この頃、梵鐘研究家であった父や、小林行雄、藤森栄一について各地の遺跡巡りをしている。
1941年（昭和16年）には京都帝国大学文学部に入学した。太平洋戦争中の1943年（昭和18年）、学徒動員で召集されて台湾に送られたが、戦後の1946年（昭和21年）3月に復員した。台湾では台北帝国大学医学部に勤務していた人類学者の金関丈夫と交流し、また台湾においても考古学的発見を行った。その後京都帝国大学に復学し、1948年（昭和23年）に京都大学文学部史学科を卒業すると、1949年（昭和24年）には京都大学大学院に進学した。
1950年（昭和25年）から平安中学校・高等学校に勤務した。1955年（昭和30年）には京都国立博物館に採用され、同年には奈良国立文化財研究所に転出した。1965年（昭和40年）から1967年（昭和42年）には文化財保護委員会（現・文化庁）に出向した。1975年（昭和50年）から1977年（昭和52年）には文化庁文化財保護部文化財鑑査官を務めた。
1977年（昭和52年）には奈良国立文化財研究所長に就任した。1986年（昭和61年）に奈良国立文化財研究所長を退官した。1986年（昭和61年）から2000年（平成12年）まで財団法人大阪文化財センター理事長を務めた、2000年（平成12年）には財団法人元興寺文化財研究所所長に就任した。
口の悪さから「清足」（きよたり）をもじった「悪足」（あくたれ）という蔑称があったが、本人は「悪足」と呼ばれることにまんざらでもなかったとされる。2016年（平成28年）5月7日、急性心不全により死去。94歳没。

## 受賞・叙勲歴
- 1983年（昭和58年） - 第35回NHK放送文化賞[2]
- 1990年（平成2年） - 大阪文化賞[2]
- 1991年（平成3年） - 朝日賞「大規模遺跡の調査発掘法と考古学における学際および国際研究の推進」[3][2]
- 1991年（平成3年） - 勲三等旭日中綬章
- 1999年（平成11年） - 文化功労者[1]
- 2016年（平成28年） - 従四位（追贈）[2]

## 著書
- 『飛鳥寺』中央公論美術出版、1964年。
- 『陶磁大系2 弥生』平凡社、1973年。
- 『平城宮』中央公論美術出版、1977年。
- 『古代日本を発掘する2 飛鳥の寺と国分寺』岩波書店、1985年。
- 『古代追跡─ある考古学徒の回想』草風館、1986年。
- 『埋蔵文化財と考古学』平凡社、1986年。
- 『古代を考える 宮都発掘』吉川弘文館、1987年。
- 『縄文の湖 琵琶湖粟津貝塚をめぐって』雄山閣出版、1994年。
- 『東と西の考古学』草風館、2000年。

### 関連図書
- 坪井清足さんの古稀を祝う会 編『論苑考古学』天山舎、1993年。
- 『喜寿記念 坪井清足著作目録』坪井清足喜寿祝賀会事務局、1998年。